# Seventh Tour of a Seventh Tour
Seventh Tour of a Seventh Tour var Iron Maidens turné i samband med albumet Seventh Son of a Seventh Son 1988. 
Turnén pågick mellan maj och december 1988 med totalt 102 konserter, av 105 planerade.  
Scenproduktionen följde albumomslagets tema med arktiska isberg.
Veckorna innan den egentliga turnépremiären i Kanada den 13 maj 1988 gjorde bandet tre hemliga klubbspelningar under namnet "Charlotte and the Harlots", två på Empire i Köln och en på L'Amour i New York. Turnén sågs av fler än två miljoner konsertbesökare, och i augusti var bandet huvudakt på Monsters of Rock i Donington Park med en festivalpublik på 107 000, den hittills största i festivalens historia. 
Live spelades keyboardinslagen av Michael Kenney, som arbetade som bastekniker åt Harris. Han fick artistnamnet "The Count" och bar mask och svart cape då han skymtade bakom scenen.

## Sverige
Två konserter gavs i Sverige under Europaturnén: 30 september på Hovet i Stockholm och 1 oktober i Scandinavium i Göteborg. Stockholmskonserten hade en publik på 8 000.

## Maiden England 1988
Konsertfilmen Maiden England spelades in i Birmingham under slutet av turnén, och släpptes 1989 med titeln Maiden England som VHS och senare som limiterad CD. 2013 släpptes en nyutgåva på CD och DVD. 

## Maiden England 2012-2014
Den retrospektiva Maiden England-turnén 2012-2014 var till stor del baserad på den ursprungliga Seventh Tour of a Seventh Tour.

## Låtlista
1. Moonchild (Seventh Son of a Seventh Son, 1988)
2. The Evil That Men Do (Seventh Son of a Seventh Son, 1988)
3. The Prisoner (The Number of the Beast, 1982)
4. Infinite Dreams (Seventh Son of a Seventh Son, 1988)
5. The Trooper (Piece of Mind, 1983)
6. Can I Play With Madness (Seventh Son of a Seventh Son, 1988)
7. Heaven Can Wait (Somewhere In Time, 1986)
8. Wasted Years (Somewhere In Time, 1986)
9. The Clairvoyant (Seventh Son of a Seventh Son, 1988)
10. Seventh Son Of A Seventh Son (Seventh Son of a Seventh Son, 1988)
11. The Number of the Beast (The Number of the Beast, 1982)
12. Hallowed Be Thy Name (The Number of the Beast, 1982)
13. Iron Maiden (Iron Maiden, 1980)
14. Run To The Hills (The Number of the Beast, 1982)
15. Running Free (Iron Maiden, 1980)
16. Sanctuary (Sanctuary / Iron Maiden, 1980)

### Variationer
- Wrathchild (Killers, 1981) Spelades av och till, exempelvis på Sverige-konserterna 30/9 + 1/10.
- Killers (Killers, 1981) Spelades från 18/11 till 12/12.
- 22 Acacia Avenue (The Number of the Beast, 1982) Spelades från 4/8 till 10/9.
- Die With Your Boots On (Piece of Mind, 1983) Spelades från 18/11 till 12/12.
- Still Life (Piece of Mind, 1983) Spelades från 18/11 till 12/12.
- 2 Minutes to Midnight (Powerslave 1984) Spelades i USA och på festivalspelningar i Europa.

## Nya länder
- Grekland

## Banduppsättning
- Steve Harris – Bas
- Dave Murray – Gitarr
- Bruce Dickinson – Sång
- Nicko McBrain – Trummor
- Adrian Smith – Gitarr, sång